# Улашанівка (Житомирський район)
Улашані́вка — село в Україні, у Курненській сільській територіальній громаді Житомирського району Житомирської області. Населення становить 207 осіб (2001).

## Історія
У 1906 році — село Курненської волості Новоград-Волинського повіту Волинської губернії. Відстань від повітового міста — 28 верст, від волості — 10 верст. Дворів 44, мешканців 262.
У 1923—54 роках — адміністративний центр колишньої Улашанівської сільської ради Червоноармійського району.

## Населення

### Мова
Розподіл населення за рідною мовою за даними перепису 2001 року:
| Мова       | Кількість | Відсоток |
| ---------- | --------- | -------- |
| українська | 202       | 97.59%   |
| російська  | 4         | 1.93%    |
| румунська  | 1         | 0.48%    |
| Усього     | 207       | 100%     |